# Michel Leclère
Michel Leclère (Mantes-la-Jolie, 1946. március 18. –) francia autóversenyző.

## Pályafutása
1972-ben megnyerte a francia Formula–3-as bajnokságot.
1974 és 1977 között az európai Formula–2-es bajnokságban versenyzett. Ez időszak alatt több győzelmet is szerzett, és a futamok nagy részén rendre az élmezőnyben végzett.
1975-ben és 1976-ban a Formula–2 mellett a Formula–1-es világbajnokság néhány versenyén is részt vett. Pontot egy alkalommal sem szerzett, legjobb helyezését az 1976-os spanyol nagydíjon érte el, amikor is tizedikként zárt.

## Eredményei

### Le Mans-i 24 órás autóverseny
| Év   | Csapat                  | Autó             | Csapattárs         | Csapattárs  | Helyezés |
| ---- | ----------------------- | ---------------- | ------------------ | ----------- | -------- |
| 1974 | Automobiles Ligier      | Ligier JS2       | Guy Chasseuil      |             | Kiesett  |
| 1977 | Mirage Renault          | Mirage GR8       | Sam Posey          |             | Kiesett  |
| 1978 | Grand Touring Cars Inc. | Mirage M9        | Sam Posey          |             | Kiesett  |
| 1979 | JMS Racing              | Ferrari 512BB/LM | Claude Ballot-Léna | Peter Gregg | Kiesett  |

### Teljes Formula–1-es eredménylistája
(Táblázat értelmezése)

(Félkövér: pole-pozícióból indult; dőlt: leggyorsabb kört futott) 

| Év   | Csapat                     | Modell             | Motor   | 1   | 2      | 3      | 4      | 5      | 6      | 7      | 8      | 9   | 10  | 11  | 12  | 13  | 14     | 15  | 16  | Helyezés | Pont |
| ---- | -------------------------- | ------------------ | ------- | --- | ------ | ------ | ------ | ------ | ------ | ------ | ------ | --- | --- | --- | --- | --- | ------ | --- | --- | -------- | ---- |
| 1975 | Elf Team Tyrrell           | Tyrrell 007        | Ford V8 | ARG | BRA    | RSA    | ESP    | MON    | BEL    | SWE    | NED    | FRA | GBR | GER | AUT | ITA | USA Ki |     |     | -        | 0    |
| 1976 | Frank Williams Racing Cars | Wolf-Williams FW05 | Ford V8 | BRA | RSA 13 | USW Nk |        |        |        |        |        |     |     |     |     |     |        |     |     | -        | 0    |
| 1976 | Walter Wolf Racing         | Wolf-Williams FW05 | Ford V8 |     |        |        | ESP 10 | BEL 11 | MON 11 | SWE Ki | FRA 13 | GBR | GER | AUT | NED | ITA | CAN    | USA | JPN | -        | 0    |